# Troglodyte de Boucard
Campylorhynchus jocosus
Espèce
Statut de conservation UICN

 LC  : Préoccupation mineure
Le Troglodyte de Boucard (Campylorhynchus jocosus) est une espèce de passereaux appartenant à la famille des Troglodytidae.

## Répartition
Cet oiseau est endémique du centre-sud du Mexique.

## Habitat
Il fréquente les forêts de montagne subtropicales ou tropicales humides et les zones arbustives tropicales ou subtropicales de haute altitude.